# Cavité souterraine

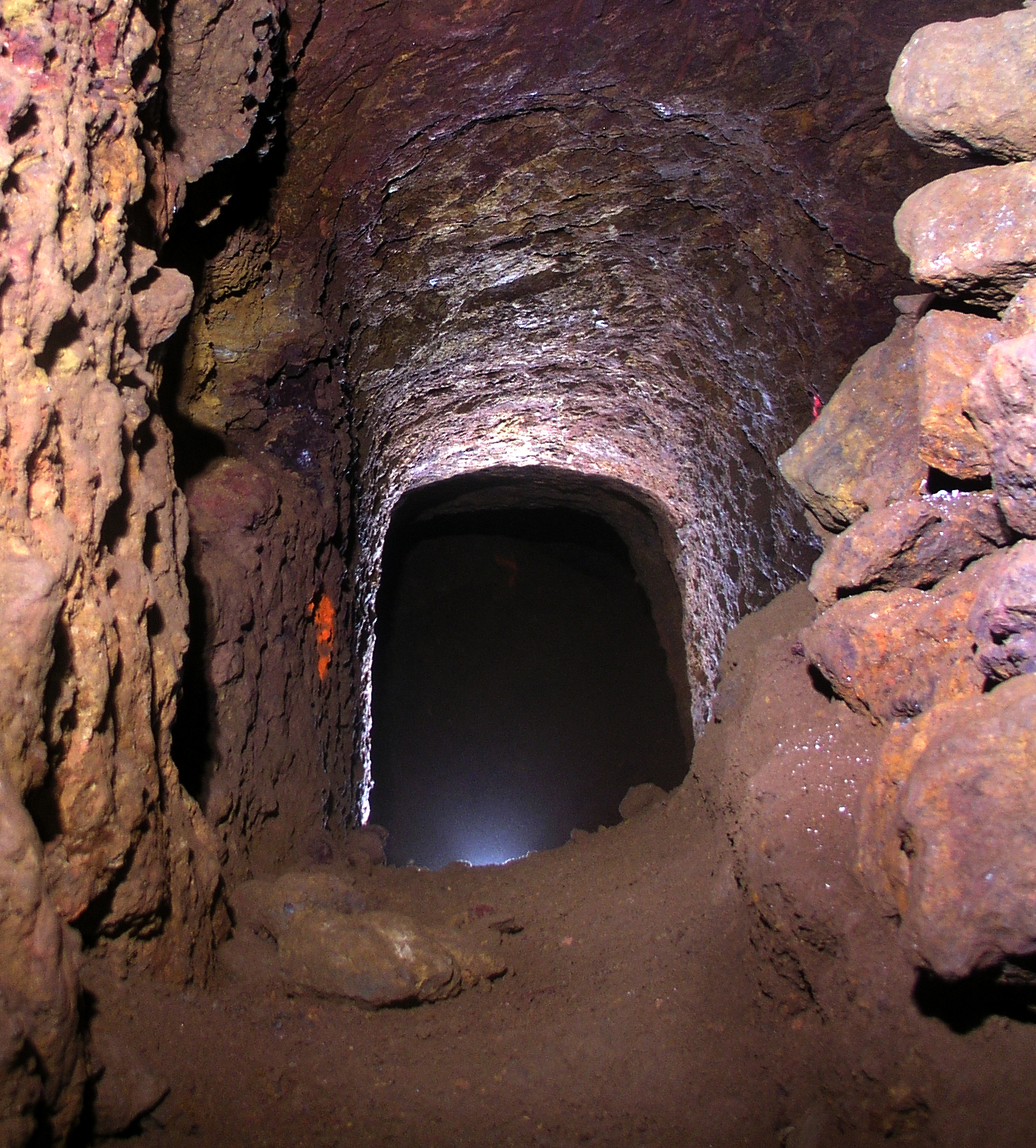
Galerie ancienne dans une mine de fer de Cabrespine, Aude, France.

La notion de cavité souterraine recouvre les concepts de cavité naturelle ou artificielle, située dans le sol ou le sous-sol.
Selon le contexte social, une cavité souterraine peut être une possibilité patrimoniale (touristique, scientifique, historique, etc.) ou un risque anthropique (effondrement, pollution, perte de valeur…), dans des proportions diverses.

## Typologie
Selon la région, la nature du sol, la forme, l'origine et l'utilisation éventuelle par l'homme, une cavité souterraine peut prendre de nombreuses formes et de nombreux noms.
On les classe généralement en deux familles non totalement distinctes, selon les parties concernées :

### Cavité souterraine naturelle
Selon leur forme et la région où elles se développent, les cavités naturelles possèdent des noms très variés (cf palette de navigation en bas de page).
Les cavités à tendance horizontale sont généralement appelées grotte ou caverne.
Les cavités à tendance verticale sont plutôt nommées gouffre, abîmes, scialet, aven, etc.
Leur nom évoque parfois leur fonction : glacière.
Ces cavités se sont le plus souvent formées dans des massifs calcaires, on parle alors de karst, d'après la région éponyme.

### Cavité souterraine artificielle

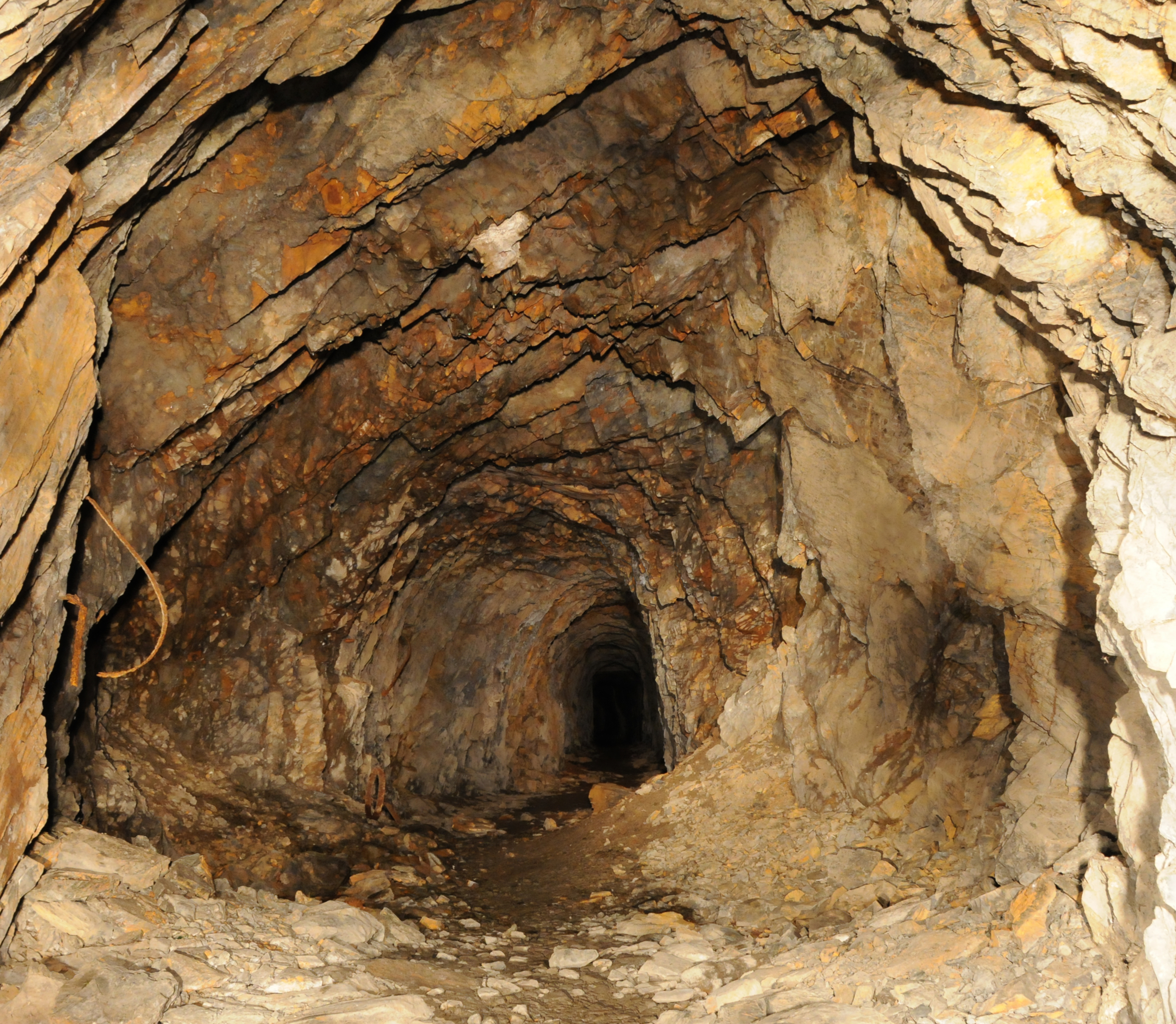
Cavité souterraine creusée dans le roc (Fort du Salbert).

Elles sont de diverse nature, selon leur utilisation :
- Les mines,
- Les carrières d'extraction, parfois semi-souterraines (marnières, catiches, etc),

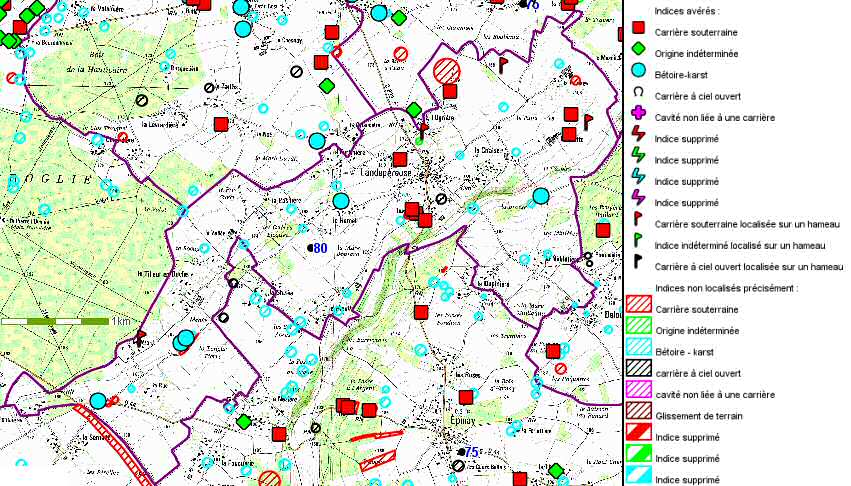
Exemple de cartographie des risques souterrains (Landepereuse).

- Les catacombes,
- Les abris,
- Les souterrains,
- Les sapes de guerre.

## Utilisation des cavités souterraines
L'Homme a depuis longtemps creusé le sol, ou utilisé des cavités souterraines pour se protéger. Par exemple, en Picardie, près de l'actuel site de Samarra, à l'âge de la pierre, les hommes préhistoriques creusaient déjà des puits pour extraire les silex de la craie en profondeur. Des grottes comme celle de Lascaux étaient exploitées pour d'autres motifs, mais très en profondeur.
Plus récemment, les catacombes ont été une autre forme de création et utilisation de cavités, souvent sous les villes concernées cette fois.
Des centaines de milliers de cavités (rien que pour la France), parfois de très grande taille, ont ensuite été creusées, par l'activité extractive, minière ou militaire (silos souterrains, abris anti-atomiques, etc.).

## Risques liés aux cavités souterraines
Deux risques (cumulatifs) sont les plus fréquents et préoccupants :
- le risque d'effondrement, incluant le risque d'affaissement minier dans le cas des galeries de mines et autres systèmes de mines souterraines ;
- le risque de pollution ou de contamination de la nappe, du sol, de l'air et de la chaine alimentaire induit, soit par l'usage de certaines cavités comme décharge (civiles, industrielles ou militaires), soit directement par une biodisponibilité accrue de minéraux toxiques et lixiviales susceptibles d'être emportés par l'eau circulant dans les cavités.

### Facteurs de risques d'effondrement
Ce risque peut être exacerbé :
- dans les zones sismiquement vulnérables ;
- dans les zones où l'eau souterraine circule beaucoup et rapidement ou là où elle serait plus acide, ou en situation de remontée de nappe phréatique (fréquente après l'arrêt d'activité de carrières situées sous le niveau supérieur d'une nappe, quand les pompes de dénoyage sont arrêtées) ;
- à proximité de travaux ou activités induisant des contraintes sismiques souterraines ;
- après de premiers petits effondrements qui permettent à la pluie, à l'air et éventuellement au gel d'accélérer les processus de fragilisation de la roche (souvent par ailleurs naturellement déjà fracturée à proximité de la surface) ;
- à la suite des dérèglements climatiques ; des effondrements indirectement induits par le réchauffement climatique sont attendus.

En plus du risque d'« affaissement minier » qui concerne surtout le Nord, le Pas-de-Calais et la Lorraine, 3 000 communes seraient potentiellement soumises à un risque accru d'effondrement de cavités souterraines en France, selon un rapport de l'INERIS publié le mardi 30 mars 2010. Et un rapport de 2003 du BRGM estime que plus de 50 % des communes du Pas-de-Calais abritent au moins une cavité susceptible de s'effondrer dans un avenir plus ou moins proche. L'eau plus chaude et plus acide ou corrosive, et des pluies hivernales plus intenses, ainsi que des chocs thermiques et mouvements de nappe (battance de nappe) accrus pourraient exacerber ce risque avant la fin du siècle selon l'INERIS. Dans ce pays, les modélisations de Météo-France, prévoient si le taux de CO2 double d'ici 2100 un réchauffement hivernal de 1 à 2 °C, un peu plus rapide et élevé dans le Sud-Est que dans le reste du pays, avec plus d'anomalies thermiques (>2 °C) dans le Sud au printemps et partout un réchauffement moyen de plus de 2 °C en été et en automne. Le volume global des pluies annuelles pourrait augmenter de +7 % en augmentant donc le « battement des nappes ».

#### La craie
La craie est un matériau particulièrement sensible au gel et aux variations thermohygrométriques.
Pour étudier sa résistance, en France l'INERIS a équipé de capteurs différentes parties d'une carrière souterraine de craie (de 10 ha, à chambre et piliers, exploitée sur une vingtaine de mètres de hauteur) abandonnées à la fin des années 1950, à Estreux (Nord). Le suivi effectué de 2003 et pour une longue période, confirme déjà que :
- même en situation souterraine (non exposition au vent, soleil, gel), la craie est moins résistante à la compression lorsque saturée en eau.
- Des micro-ouvertures et fermetures des pores et fissures se forment lors des cycles saturation/désaturation en eau.

En France, le BRGM estime que dans le Nord, 112 communes sont concernées par un risque d'effondrement, dans la zone de la craie, de Douai à Valenciennes, sous et autour d'Arras à Cambrai, et à Lille et à ses environs.

#### Le minerai de fer
Il est également sensible à l'eau. La circulation des eaux souterraines influe sur la résistance des ouvrages de soutènement (étudié en Lorraine après fermeture d'anciennes mines souterraines. La résistance à la compression du minerai de fer diminue quand la proportion d'eau augmente (chutant d'environ 50 % pour une humidité relative passant de 80 à 100 %, et plus encore en conditions saturées).

## Gestion du risque
Il est plus ou moins poussé selon les pays et époques.
Il nécessite une mémoire des sites et des activités passées.
Il s'appuie parfois sur des cartes de risque (Système d'information géographique).
Une difficulté est que certaines carrières souterraines sont abandonnées depuis des décennies voire depuis des siècles et qu'elles n'ont jamais fait l'objet de suivi permettant de savoir à quel point elles sont déjà ou non vulnérabilisées par des infiltrations ou stagnations d'eaux.

### Cas de la France
En France, l'INERIS, le Cerema et le BRGM, mettent à disposition des maires des données permettant de définir des zones inconstructibles ou soumises à prescriptions particulières sur les documents d'occupation du sol. Les notaires doivent informer les acheteurs d'un bien immobilier de ce type de risques, et un « Plan cavités » (sur les risques liés ou non au changement climatique) serait à l’étude en France selon l'INERIS.
Les PPRN (Plans de prévention des risques naturels) doivent notamment prendre en compte ces risques, dont l'inventaire (Inventaire départemental des cavités souterraines) doit être fait sous la responsabilité des maires.
Une banque nationale de données répertoriant les cavités souterraines abandonnées, hors mines, est accessible en ligne.

### Risque accru
Le dérèglement anthropique du climat pose deux problèmes
- aggravation des battances de nappe,
- réchauffement et acidification de l'eau,
- pluviométrie et crues aggravée en hiver (ex : en janvier 1910, à Château-Landon (Seine-et-Marne), la carrière de Lorroy s'est brusquement effondrée, à la suite de la crue exceptionnelle de 1910, causant 7 morts et 7 blessés. Une carrière de craie à Saint-Martin-le-Nœud (Oise) et des terrains gypseux à Villepinte (Seine-Saint-Denis) ont été instrumentés par l'INERIS pour surveiller le battement de la nappe et la qualité physico-chimiques de l'eau, pour mieux évaluer le risque),
- déshydratation des sols accrue en été,
- augmentation des pompages de nappe en été, aggravant les cycles saturation/désaturation de la roche.

### Responsabilité
Des questions juridiques complexes peuvent être posées par des sites « orphelins », ou ayant eu plusieurs propriétaires et dont les exploitants ont fait défaut au moment de la remise en état.